# Benji Gregory
Benji Gregory, nato Benjamin Gregory Hertzberg (Los Angeles, 26 maggio 1978 – Peoria, 13 giugno 2024), è stato un attore e doppiatore statunitense, attivo dal 1984 al 1993 e noto in particolare per aver recitato nella serie televisiva ALF.
Morì all'età di 46 anni per un colpo di calore improvviso dentro la sua automobile parcheggiata nel parcheggio di una banca a Peoria, accanto al suo cane.

## Filmografia parziale

### Cinema
- Jumpin' Jack Flash, regia di Penny Marshall (1986)
- C'era una volta nella foresta (Once Upon a Forest), regia di Charles Grosvenor (1993) - voce

### Televisione
- A-Team (The A-Team) – serie TV,  un episodio (1984)
- Punky Brewster – serie TV, 2 episodi (1985)
- Storie incredibili (Amazing Stories) – serie TV, un episodio (1985)
- Ai confini della realtà (The Twilight Zone) – serie TV, un episodio (1985)
- L'ultima corsa (Thompson's Last Run) – film TV (1986)
- Alf Loves a Mystery – film TV (1987)
- Fantastico Max (Fantastic Max) – serie TV, 4 episodi, voce (1988-1989)
- ALF – serie TV, 101 episodi (1986-1990)
- Condanna (Never Forget) – film TV (1991)
- Lady Against the Odds – film TV (1992)
- Ritorno al futuro (Back to the Future: The Animated Series) – serie animata, 13 episodi, voce (1992)

## Doppiatori italiani
Nelle versioni in italiano delle opere in cui ha recitato, Benji Gregory è stato doppiato da:
- Francesca Rinaldi in ALF

Da doppiatore è stato sostituito da:
- Davide Perino in Un lupo mannaro americano a Londra